# Янівка (гміна Піщаць)
Янівка (пол. Janówka) — село в Польщі, у гміні Піщаць Більського повіту Люблінського воєводства. Населення — 28 осіб (2011).

## Історія
У 1975—1998 роках село належало до Білопідляського воєводства.

## Демографія
Демографічна структура станом на 31 березня 2011 року:
|          | Загалом | Допрацездатний вік | Працездатний вік | Постпрацездатний вік |
| -------- | ------- | ------------------ | ---------------- | -------------------- |
| Чоловіки | 14      | 0                  | 8                | 6                    |
| Жінки    | 14      | 2                  | 5                | 7                    |
| Разом    | 28      | 2                  | 13               | 13                   |